# Elizabeth Vassall
Elizabeth Vassall, baronessa Holland (Londra, 1771 – Londra, 1845), è stata una nobildonna inglese.

## Biografia
Elizabeth era l'unica figlia ed erede universale di Richard Vassall, un proprietario di una piantagione in Giamaica, e di sua moglie, Mary Clarke, e nipote di Florentius Vassall.

## Matrimoni

### Primo Matrimonio
Nel 1786 sposò Sir Godfrey Webster, IV baronetto (1748-1800), figlio di Sir Godfrey Webster, III baronetto. Ebbero cinque figli: 
- Sir Godfrey Vassall Webster, V baronetto (6 ottobre 1789-17 luglio 1836);
- un figlio (nato e morto nel 1790);
- Sir Henry Vassall Webster (1793-1847);
- Lady Harriet Frances Webster (1794-7 agosto 1849), sposò Sir Fleetwood Pellew, ebbero una figlia;
- un figlio (nato e morto nell'ottobre del 1795).

Come Lady Webster ha trascorso gran parte dei primi anni viaggiando in Europa, visitando Francia, Germania, Svizzera e Italia. Ha goduto della guida e dell'amicizia della duchessa del Devonshire e del politico Thomas Pelham.

### Secondo Matrimonio
Nel 1794, Lady Webster incontrò a Napoli Henry Vassall-Fox, III barone Holland, e iniziarono una storia d'amore. Il 4 luglio 1797 divorziò da Webster per adulterio. Sposò Holland due giorni dopo, il 6 luglio. Hanno avuto sette figli: 
- Charles Richard Fox (1796-13 aprile 1873), sposò Lady Mary FitzClarence, non ebbero figli;
- Stephen Fox (18 gennaio 1799-22 novembre 1800);
- un figlio (nato e morto il 17 marzo 1801):
- Henry Fox, IV barone Holland (7 marzo 1802-18 dicembre 1859);
- Mary Elizabeth Fox (19 febbraio 1806-7 dicembre 1891), sposò Thomas Powys, III barone Lilford, ebbero dieci figli[3];
- Georgiana Anne Fox (7 novembre 1809-31 ottobre 1819);
- una figlia (nata e morta il 24 giugno 1812).

Vissero a Holland House, a Kensington, appena fuori Londra, e per molti anni ospitarono l'élite della società Whig. Tra i visitatori c'erano Lord Grey, George Tierney, Samuel Rogers, Walter Scott, Ugo Foscolo, Sydney Smith e Richard Brinsley Sheridan.
Lady Holland divenne nota ai suoi ospiti e osservatori contemporanei per la sua natura prepotente, in contrasto con il marito. Nei suoi diari, Sydney Smith, amico di Lord e Lady Holland, la definì come una "donna formidabile". L'attrice Fanny Kemble visitò Holland House con sua sorella Adelaide Kemble descrivendo ciò che lei chiamava la "scortesia prepotente" di Lady Holland. Il governo di Lady Holland si estese non solo a tutti gli ospiti della Holland House, ma anche a Lord Holland. 
Sia Lord che Lady Holland erano grandi ammiratori di Napoleone Bonaparte. Nel 1815, Lady Holland commissionò allo scultore Antonio Canova un busto in bronzo che lo rappresentasse, che è stato collocato nel giardino di Holland House. Dopo che Napoleone fu esiliato a Sant'Elena nel 1815, Lady Holland gli inviò rifornimenti di cibo e centinaia di libri. Napoleone ricordò Lady Holland nel suo testamento e, dopo la sua morte nel 1821, i suoi compagni, il generale Henri Gratien Bertrand e il marchese di Montholon arrivarono a Holland House, consegnando una tabacchiera. La tabacchiera d'oro, che era stata donata a Napoleone da Papa Pio VI, fu lasciata in eredità da Lady Holland al British Museum.

## Morte
Lord Holland morì il 22 ottobre 1840. Dopo la sua morte, Lady Holland visse al 33 di South Street, una proprietà che aveva ereditato da sua madre. Continuò a intrattenere, ed è qui che lo storico John Allen morì nel 1843. Nel novembre di quell'anno si trasferì al 9 Great Stanhope Street, una proprietà che affittò da Lord Palmerston.
Lady Holland morì nel 1845. Alla fine della sua vita, si era allontanata dai suoi figli. Nelle sue Memoirs, il diarista Charles Greville definì Lady Holland "una luce sociale che illuminò e adornò l'Inghilterra, e persino l'Europa, per mezzo secolo".

## Introduzione della dalia
Lady Holland divenne nota per aver introdotto in modo permanente la dalia nel Regno Unito. Un tentativo fallito fu fatto nel 1789 dalla marchesa di Bute che portò la pianta dalla Spagna, ma non riuscì a propagarla. Mentre era a Madrid nel 1804, a Lady Holland venivano dati semi o radici di dalia dal botanico Antonio José Cavanilles. Li rimandò in Inghilterra, al bibliotecario di Lord Holland, Mr Buonaiuti a Holland House, che con successo allevò le piante.